# Olhovcsik
Olhovcsik (ukránul: Вільхівчик) falu Ukrajnában, a Kárpátalján, a Técsői járásban.

## Fekvése
Uglyától délkeletre, Kökényestől és Irhóctól északra fekvő település.

## Története
A 365 m tengerszint feletti magasságban fekvő településnek 1441 lakosa van.